# Kamaka
Kamaka – niewielka wyspa z grupy Wysp Gambiera na Oceanie Spokojnym, w Polinezji Francuskiej. Kamaka położona jest około 12 km na południowy wschód od największej wyspy archipelagu Mangarevy. Według danych z 2017 roku wyspę zamieszkiwała 1 osoba.